# Mycoplasma arthritidis
Mycoplasma arthritidis è una specie di batterio appartenente alla famiglia delle Mycoplasmataceae.